# 亮绿蒿
亮绿蒿（学名：Artemisia glabella）是菊科蒿属的植物。分布于俄罗斯以及中国大陆的新疆等地，常生长在低山地区砾山坡及河岸边石质草地与干旱山谷地带，目前尚未由人工引种栽培。